# Thaia (djur)
Thaia är ett släkte av insekter. Thaia ingår i familjen dvärgstritar.

## Dottertaxa tillThaia, i alfabetisk ordning[1]
- Thaia albida
- Thaia assamensis
- Thaia australis
- Thaia balbinae
- Thaia barbata
- Thaia confusa
- Thaia decembris
- Thaia drutoidea
- Thaia enica
- Thaia formosana
- Thaia ghaurii
- Thaia indica
- Thaia lankaensis
- Thaia longipenia
- Thaia maxima
- Thaia nigra
- Thaia obtusa
- Thaia orientalis
- Thaia oryzivora
- Thaia perfecta
- Thaia producta
- Thaia reeneni
- Thaia septima
- Thaia similis
- Thaia sinuata
- Thaia subrufa
- Thaia tata
- Thaia thaiosimilis
- Thaia theroni
- Thaia typica
- Thaia variegata
- Thaia vulgaris